# Doge

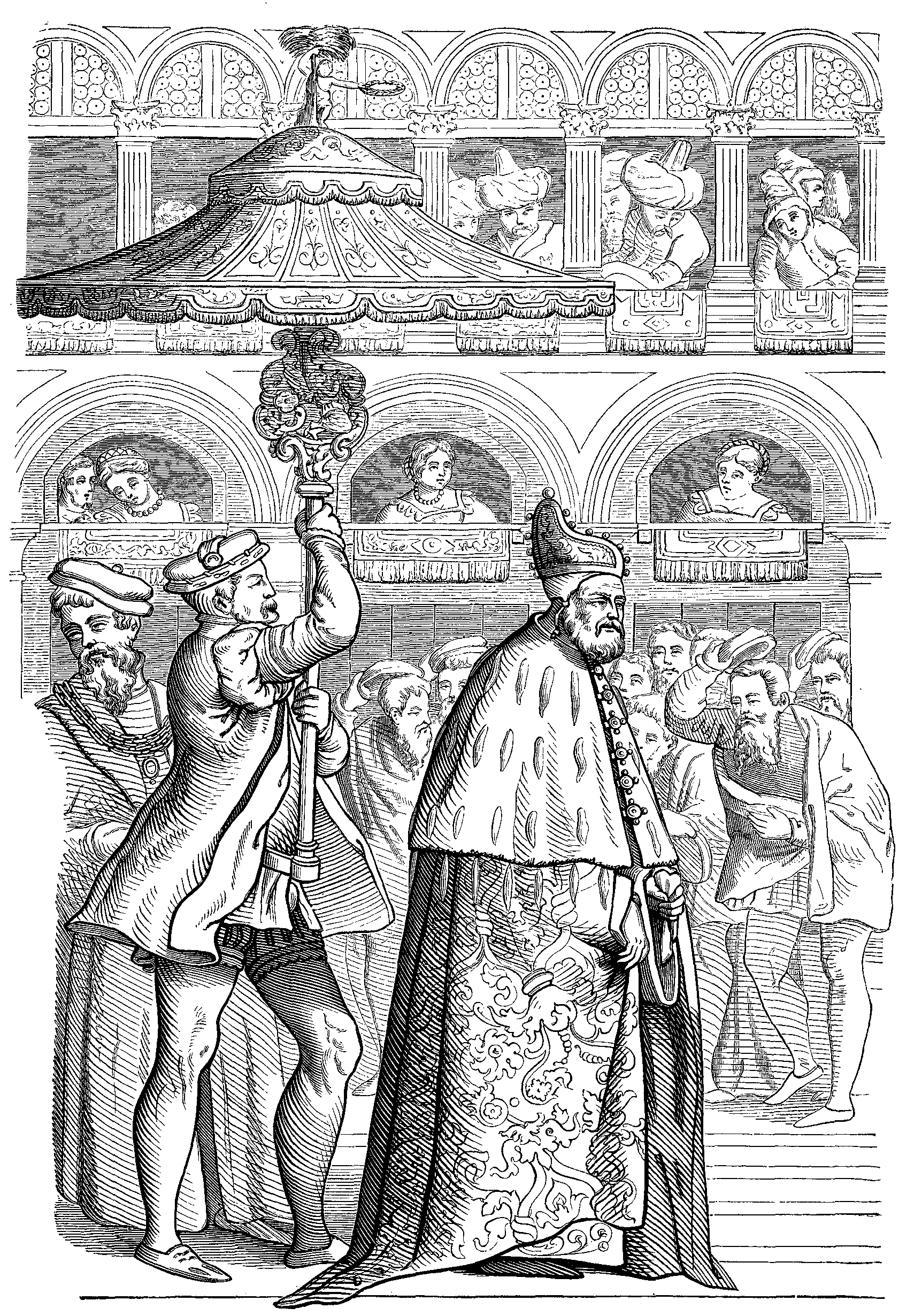
O mare procesiune a unui doge venețian

Doge (plural dogi) este un cuvânt dialectal italian care provine etimologic din latinescul dux, cu sensul de „conducător”.
Titlul de doge a fost utilizat pentru conducătorul ales al unor state italiene, printre care așa-numitele „republici încoronate”, Veneția și Genova. Numele de „doge” este însă asociat cel mai adesea cu conducătorul statului de la Marea Adriatică, Serenissima Veneție.